# Шинкарёв, Геннадий Николаевич
Геннадий Николаевич Шинкарёв (11 февраля 1967) — советский и белорусский футболист, полузащитник и нападающий.

## Биография
Воспитанник ДЮСШ г. Гомеля. Взрослую карьеру начал в 1984 году в местном клубе второй лиги «Гомсельмаш», где провёл три сезона. Участник товарищеского матча против сборной СССР (1986) и турне команды, составленной из разных клубов второй лиги, в Африку (1985). Затем некоторое время играл в командах КФК, выступавших в первенстве Белорусской ССР, а в 1988 году выступал за дубль минского «Динамо». В 1989 году вернулся в «Гомсельмаш» и выступал за него до распада СССР во второй и второй низшей лигах. Лучший бомбардир гомельского клуба в сезонах 1985 (6 голов) и 1990 (16 голов).
В 1992 году перешёл в «Ведрич» (Речица), выступавший в высшей лиге Беларуси. В его составе провёл три года, был капитаном команды. Финалист Кубка Беларуси 1992/93. В одном из матчей подрался с игроком своей команды — молодым Мирославом Ромащенко, за что оба игрока получили длительную дисквалификацию.
В начале 1995 года перешёл в МПКЦ (Мозырь), с которым стал победителем первой лиги Беларуси 1994/95. Летом того же года вернулся в главную гомельскую команду, переименованную в ФК «Гомель» и вылетевшую в первую лигу, провёл в её составе два года. В победном сезоне в первой лиге 1997 года сыграл только 2 матча и летом перешёл в другой городской клуб — «ЗЛиН», где выступал до конца карьеры. В 1997 году стал третьим призёром второй лиги и в последние два сезона в карьере играл в первой лиге.
Всего в высшей лиге Беларуси сыграл 70 матчей и забил 14 голов, все — в составе «Ведрича». За «Гомсельмаш»/«Гомель» провёл 217 матчей и забил 38 голов, а за все гомельские профессиональные клубы — более 260 матчей.

## Достижения
- Финалист Кубка Беларуси: 1992/93
- Победитель первой лиги Беларуси: 1994/95